# Ozero Pasynki
Ozero Pasynki är en saltsjö i Kazakstan. Den ligger i den norra delen av landet, 500 km nordväst om huvudstaden Astana. Arean är 2,4 kvadratkilometer.